# 寺田信彦
寺田 信彦（てらだ のぶひこ、1957年10月11日 - ）は、日本の実業家。神戸電鉄の代表取締役会長。

## 来歴
1957年（昭和32年）10月11日誕生。1980年（昭和55年）関西学院大学経済学部を卒業し、同年阪急電鉄（法人格としては現在の阪急阪神ホールディングス）に入社。
2016年（平成28年）6月より神戸電鉄代表取締役社長（第17代）に就任。長期経営ビジョンの策定などを行い、神戸電鉄グループの長期的な発展に注力しており、2024年（令和6年）より同社代表取締役会長に就任している。
- 1980年（昭和55年）
  - 3月 - 関西学院大学経済学部卒業
  - 4月 - 阪急電鉄(株)（法人格としては現在の阪急阪神ホールディングス）入社
- 2003年（平成15年）6月 - 阪急電鉄(株)都市交通事業本部鉄道営業部長
- 2005年（平成17年）6月 - 阪急バス(株)取締役
- 2007年（平成19年）4月 - 阪急バス(株)常務取締役
- 2008年（平成20年）4月 - 阪急電鉄(株)取締役
- 2011年（平成23年）4月 - 阪急電鉄(株)常務取締役
- 2013年（平成25年）4月 - 阪急バス(株)代表取締役社長
- 2016年（平成28年）
  - 4月 - 神戸電鉄(株)顧問
  - 6月 - 神戸電鉄(株)第17代代表取締役社長
- 2024年（令和6年）6月 - 神戸電鉄(株)代表取締役会長